# 安德烈亚斯·莫兰丁
安德烈亚斯·莫兰丁（德語：Andreas Mollandin，1964年8月4日—），德国男子曲棍球运动员。他曾代表西德国家队参加1988年夏季奥林匹克运动会曲棍球比赛，获得一枚银牌。